# Невралгія трійчастого нерва
Невралгі́я трі́йчастого не́рва — патологічний стан, який характеризується раптовим виникненням сильного пекучого болю. Переважно біль виникає на одній стороні нижньої щелепи чи на якійсь щоці. Також уражатися можуть носова, лобова, очна ділянки. Виникнення цих болісних відчуттів пов'язане з ураженням в системі трійчастого нерва, гілки якого іннервують ці ділянки. Біль триває від декількох секунд до однієї-двох хвилин. Періоди, коли виникають напади, можуть тривати день, тиждень, а у деяких випадках — місяцями і роками. Біль провокують найменші дотики і маніпуляції зі шкірою обличчя: гоління, макіяж тощо. Чищення зубів, жування теж викликають біль. Фактори, які уражають трійчастий нерв, — це природні звуження отворів, тиск на нерв пухлини, аневризми, травми. Трапляється невралгія, коли причину хвороби не визначають. Жінки вдвічі частіше хворіють, ніж чоловіки. Вікових обмежень немає, хоча частіше хворіють люди до 40 років. Для діагностики використовують МРТ, клінічні тести, біохімію крові.